# Infinite Craft
Infinite Craft é um videojogo de navegador sandbox desenvolvido por Neal Agarwal. O jogo alcançou popularidade na internet após seu lançamento, ganhando dezenas de milhares de usuários ativos.

## Jogabilidade
No Infinite Craft, o jogador começa a partida com quatro elementos: fogo, vento, água e terra, o quais podem ser combinados para criar novos elementos. Ditos elementos arrastam-se desde barra lateral e, para criar um objeto novo, devem-se posicionar uns em cima de outros. Por exemplo, "fogo" e "água" dão lugar a "vapor", ou "planta" e "mago" ocasionam "druida". Os elementos podem ser de numerosos âmbitos e campos, como poemas, personagens fictícias, corpos celestes, conceitos filosóficos, videojogos, desportistas, equipas, animais, deuses etc. Se uma pessoa é a primeira em descobrir um elemento, o jogo mostra o lucro de "Primeira Descoberta".

## Desenvolvimento e lançamento

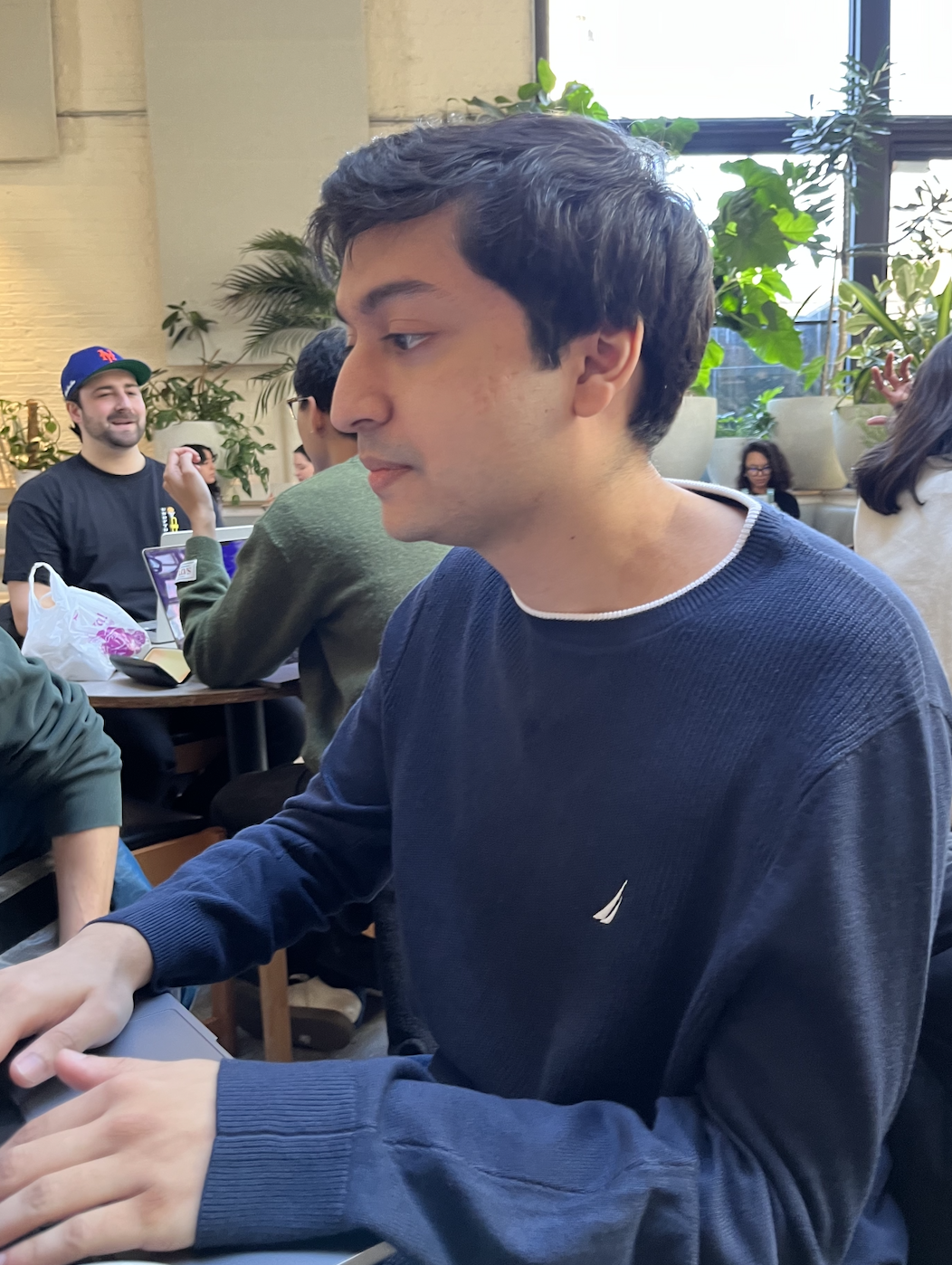
Neal Agarwal, criador de Infinite Craft.

Infinite Craft foi criado por Neal Argawal, onde trabalha em Nova Iorque. Concebeu sua criação para sua página de rede, neal.fun. O jogo emprega um software de inteligência artificial generativa além de um modelo de linguagem Chama, o qual inventa os elementos para alojar nos servidores de Together AI. Argawal tem declarado que decidiu usar Together AI devido à popularidade do jogo. Agarwal começou a desenvolver o jogo em 16 de janeiro de 2024 e depois anunciou que Infinite Craft seria lançado em Twitter o 31 de janeiro de 2024.

## Detalhes técnicos
Todos os elementos do Infinite Craft são gerados por um modelo de IA generativo LLaMA2, que é hospedado pela Together AI. O jogo em si roda nos servidores de Neal Agarwal.
O jogo é apoiado por inteligências artificiais como Together AI e modelos de linguagem como LLaMA, dando origem a infinitos elementos no jogo.

## Recepção
Christian Donlan de Eurogamer comparou Infinite Craft com um de seus sonhos lúcidos, explicando que um elemento "sempre se escapa" à hora de tentar os combinar.